# Szántó Károly (pedagógus)
Szántó Károly (Zombor, 1915. február 12. – Pécs, 2006. szeptember 3.) magyar pedagógus, pedagógiai író.
Várkonyi Hildebrand Dezső doktori iskolájában nevelkedett.

## Életpályája
Felsőfokú tanulmányokat a szegedi Ferenc József Tudományegyetemen folytatott, okleveles középiskolai tanár, majd bölcsészdoktor lett Várkonyi Hildebrand Dezső doktorandusziskolájában, a Pedagógiai Lélektani Intézetben 1938-ban. Tanítóképző-intézeti tanári oklevelet a szegedi Apponyi Kollégiumban 1939-ben szerzett.
Bátorka Máriát vette feleségül. Tanári pályafutását 1939-ben kezdte a kiskunfélegyházi tanítóképző intézetben, majd a pécsi Tanítóképzőbe ment, ahol 1950-től ő volt az igazgató, később a Pécsi Tanárképző Főiskola igazgatója lett 1953-1956-ig. Majd több mint egy évtizeden keresztül a Neveléstudományi Tanszéket vezette, 1964-től 1975-ig, innen ment nyugdíjba 60 évesen.
A tanítás, a vezetői munkákkal járó számos szervezői munka mellett kiváló pedagógiai író volt. Mintegy 100 tanulmánya jelent meg nyomtatásban pedagógiai, pedagógiai lélektan és művelődéstörténet témákban. Oktatáselméleti tankönyve több kiadást ért meg, nívódíjat kapott érte.

## Művei (válogatás)
- A szokás lélektana és pedagógiája. Szeged, 1937, 64 o. (Közlemények a szegedi Ferencz József Tudományegyetem Pedagógiai Lélektani Intézetéből; 22.) (Doktori disszertáció)
- Tudatosság, megszokás, automatizmus: a politechnikai képzés néhány problémája. Pécs, : Pécsi Szikra Nyomda, 1963, 117–138. o. (Különlenyomat a Pécsi Tanárképző Főiskola tudományos közleményeiből) (Német, orosz nyelvű összefoglalóval).
- Adalékok a tanítóképzés történetéhez Pécsett a 18. és 19. században. Pécs : Pécsi Szikra Nyomda, 1964, 37–71. o. (Különlenyomat a Pécsi Tanárképző Főiskola tudományos közleményeiből) (német, orosz nyelvű összefoglalóval).
- Oktatáselmélet : Didaktika. Budapest : Tankönyvkiadó, 1964, 231 [1] o. (1965, 1966, 1970)
- Vizsgálatok a felsőoktatási előadás köréből.Pécs : Pécsi Szikra Nyomda, 1965, 17–33. o. (Különlenyomat A Pécsi Tanárképző Főiskola évkönyvéből.)
- Iskolaszervezettan. Budapest : Tankönyvkiadó, 1965, 112 o. (1966, 1967, 1970, 1971)
- A „multiple choice” jellegű ellenőrzési módszer funkciójának és objektivitásának kérdése a tanárképzésben. Pécs : Tanárképző Főiskola, 1967, 3–21. o. ill. (Klny.: A Pécsi Tanárképző Főiskola tudományos közleményei 11. Ser. 1.)
- A főiskolai hallgatók hazafias neveltségi szintje és szocialista hazafiságra nevelésének kérdései. Pécs : Tanárképző Főiskola, 1968.(A Pécsi Tanárképző Főiskola tudományos közleményei 12. Ser. 4.)
- Az általános iskolai pedagógusképző intézmények pedagógia és pszichológia oktatói tudományos munkásságának bibliográfiája.Geréb Györggyel. Budapest : Művelődésügyi Minisztérium, 1973, 190 o.
- Találkozásaim : írások híres emberekről. Budapest : Keraban, 1996, 117 o.; ill. ISBN 963-8146-38-9
- A nemzet napszámosai régen és ma : történetek, elbeszélések. Pécs, 1999, 136 o. ill. ISBN 963-550-730-5 (Pedagógus életrajzok).
- A múlt ködbe vész, ha engedjük : Írások emberekről, eseményekről, művekről. 2., jav. kiad. Pécs : PTE Felnőttképzési és Emberi Erőforrás Fejlesztési Kar, 2005, 156 o. : ill. (Művelődéstörténet)

## Díjak
- Kiváló Tanár
- Comenius-emlékérem
- Munka Érdemrend
- Apáczai Csere János-díj
- Gyémántdiploma

## Külső hivatkozások
- Szántó Károly életrajza, fényképe Archiválva 2008. január 18-i dátummal a Wayback Machine-ben